# 馬德羅納山脈

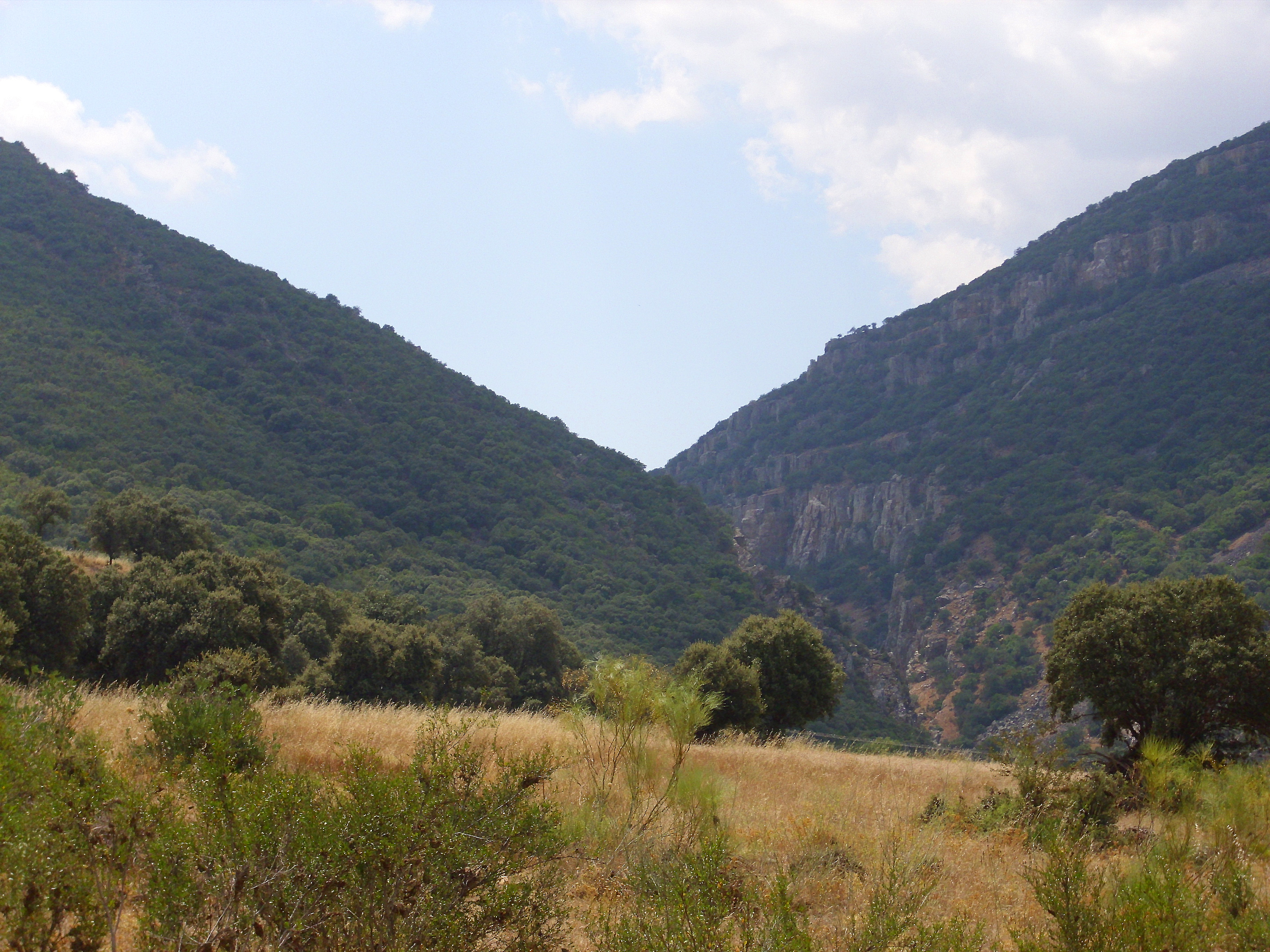

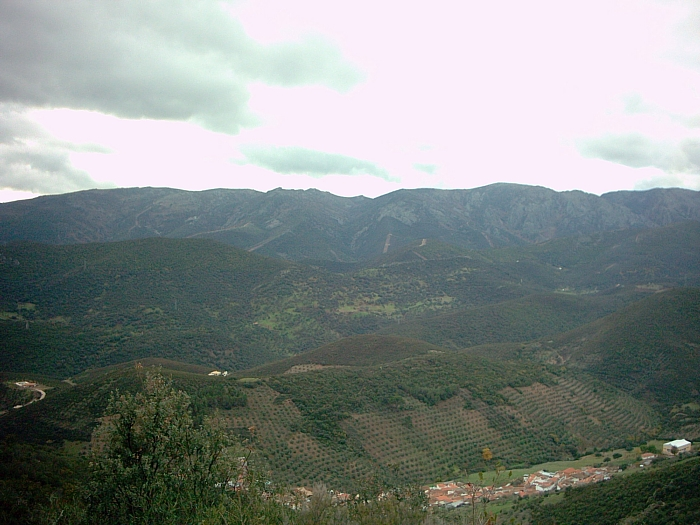

38°26′18″N 4°9′55″W / 38.43833°N 4.16528°W
馬德羅納山脈（西班牙語：Sierra Madrona），是西班牙的山脈，位於該國中部卡斯蒂利亞-拉曼恰自治區的雷阿爾城省，長33公里、寬6.5公里，最高點是海拔高度1,332米的巴紐埃拉峰。